# Testamento dos Doze Patriarcas
O Testamento dos Doze Patriarcas é um escrito literário apócrifo pseudepígrafe relacionado às Sagradas Escrituras que contém as ordens dos doze patriarcas, filhos de Jacó, deixadas quando estavam perto da morte. Ele é frequentemente incluído no rol de livros canônicos dos Códices Armênios da Bíblia.

## Relação com o Novo Testamento
Dr. Robert Henry Charles, estudioso e teólogo bíblico, chama a atenção ao frequente uso do Testamento dos Doze Patriarcas pelo apóstolo Paulo e pelos outros escritores neotestamentários. Como por exemplo:
I Tessalonicenses 2:15-16 é uma citação do Test. Levi cap. 6, 10.  Romanos 12:19 confronte Test. Gad cap. 6, 10. Romanos 12:21 confronte Test. Benjamim cap. 3, 6. II Coríntios 7:10 confronte Test. Gad cap. 5, 7. E Efésios 6 confronte Test. Nephtali cap. 1, 3.
Conforme demonstrado nas passagens acima, os ensinamentos do Novo Testamento sobre perdão, amor aos inimigos, pureza de pensamentos, e outros, estão visivelmente presentes nessas obras um pouco mais antigas produzidas, supostamente, pela seita judaica dos essênios — embora apresente alguns acréscimos cristãos —. A psicologia dualista, a cosmologia, como também a escatologia, são os mesmos tanto no Novo Testamento como no Testamento dos Doze Patriarcas, sendo este uma gênero de literatura e de idade correspondente a Didaquê e Constituições Apostólicas.

## Características
Em cada testamento, o patriarca primeiro narra sua própria vida, enfatizando suas virtudes e seus pecados. Em seguida ele exorta seus descendentes a imitarem seus acertos e a se desviarem de seus erros. Após, o patriarca relata visões proféticas do futuro de seus descendentes; nestas passagens apocalípticas os escritos de Enoque são com frequência mencionados ou transcritos, não obstante, as citações serem raramente encontradas nas versões etíope ou eslovênia do Manuscrito de Enoque. 

O estilo literário de todas as biografias segue o padrão do Antigo Testamento, com adição de muitos detalhes da cultura judaica.
Um grande número de passagens proféticas são aparentemente acréscimos de origem cristã (i. e., neotestamentária), como as profecias sobre a encarnação, a santificação pela água (i. e., o batismo), e a crucificação do Altíssimo, — todas as versões dos manuscritos testamentários contemplam essas passagens —; nestes prognósticos, o Messias (o Cristo) é frequentemente identificado como Deus. Diante disso, é fácil detectar e estipular que são passagens cristãs.

Com notoriedade, um tributo ao apóstolo Paulo foi encontrado numa versão grega do Testamento de Benjamim (embora, claro, seu nome não seja mencionado de maneira explícita), contudo, tal tributo está ausente de uma antiga versão armênia do texto. O teólogo cristão Tertuliano parece fazer alusão a essa passagem em uma de suas obras; supondo também, ser uma interpolação cristã de ao menos do início do século II d.C.; entretanto, a alusão de Tertuliano não é clara se é referente mesmo a essa passagem de tributo a Paulo. Por outro lado, se reconhece que grande parte dos documentos são genuínos devido a forma de escrita que é empregada.

### Relação com o judaísmo
À parte as interpolações cristãs, esses testamentos são documentos judeus, escritos originalmente em aramaico ou hebraico. Todavia, em 1896 foi descoberto um Genizah, no antigo Cairo (Egito), que guardava fragmentos dos textos patriarcais em linguagem semítica. Essa descoberta foi realizada por Moses Gaster(rabino), H. L. Pass, e A. Cowley.
Outro fragmento existente é um excerto hebraico por M. Gaster (reunido no: “Proc. Soc. Bibl. Arch.”, vol. XII) correspondente a uma parte do Testamento de Naphtali, mas que provavelmente é uma paráfrase tardia do antigo texto aramaico. Outros fragmentos são encontrados em aramaico, e suas conclusões em grego; estes pertencem a partes do Testamento de Levi. Há ainda um antigo excerto siríaco no Brit. Mus. Códex Add. 17,193 (do ano de 874), cujo vocabulário é quase idêntico ao do fragmento em aramaico.
Essas descobertas confirmam a previsão de acadêmicos como Grabe, Kayser, Schürer, and Schnapp, e explanam muitos semitismos das versões do texto em grego. Elas provam que esses últimos são paráfrases de um antigo aramaico Midrash, interpolados por acréscimos criados por cristãos.

### Datação
Acredita-se que o autor dessa obra foi um fariseu, que a teria escrito no início do reinado de John Hyrcanus I. Contudo, como dificuldade controversa dessa teoria, está o fato do livro ter sido preservado dentre as comunidades cristãs, mas ser desconhecido (ou ignorado) pela comunidade judaica; sendo que, por ser um documento farisaico, é inexplicável seu desaparecimento da literatura das sinagogas.

Por outro lado, no século XX, escritos similares foram encontrados nos Manuscritos do Mar Morto, em Qumram; localidade que outrora abrigava a seita dos essênios — possivelmente desaparecida no século III d. C. —.Diante disso, pode se supor que o manuscrito testamentário foi escrito por esse grupo. O que tornaria a preservação desse documento nas comunidades cristãs mais plausível. Porém, ainda assim as opiniões dos especialistas divergem se os descobertos em Qumran se trata dos mesmos escritos testamentários patriarcais já conhecidos anteriormente. 

Supõe-se, influenciado pelas interpolações cristãs que esses manuscritos foram terminados até ao início do século II d.C.

### Primeira tradução
Esses documentos foram inseridos no Ocidente no século XIII através da atuação de Robert Grosseteste, bispo de Lincoln (na Inglaterra), que os traduziu para o latim, tornando-os rapidamente populares. Grosseteste acreditava na autenticidade desses testamentos, incluindo serem genuínas as interpolações proféticas a respeito do Messias, o Cristo, equiparando-os aos outros livros proféticos do judaísmo; e denunciava que tais obras foram excluídas do cânon israelita 'devido as profecias sobre o Salvador que continha'.

No século XVI, com os novos métodos de crítica textual que passaram a ser usados na época, a visão de Grosseteste foi rejeitada, levando os testamentos a serem desprezados como meros forjamentos cristãos por quase quatro séculos. Entretanto, atualmente, as opiniões dos eruditos divergem se são documentos judaicos autênticos que contém alterações devido ao retoque de cristãos, ou se são documentos cristãos escritos originalmente em grego, mas baseados em materiais predecessores de linguagem semítica.

### Aspectos éticos
Esses documentários testamentários abordam principalmente assuntos que estão inscritos no campo ético, máxime, a obediência e cumprimento dos estatutos e leis de Deus Yahweh (Jeová). A respeito disso, nota-se que cada testamento é muito preciso no segmento ético que trata, sendo que cada um discursa a respeito de uma determinada virtude ou vício, male; sendo, geralmente, encerrado com uma referência vaga e genérica das leis e comandos de Yahweh.
Segundo a visão do irlandês Robert Henry Charles, erudito e teólogo bíblico que traduziu estes testamentos no início do século XX, "o primordial é que os valores que residem no seu ensinamento ético alcançaram atemporalidade, influenciando os pensamentos e a expressão dos escritores do Novo Testamento, e até mesmo aqueles de nosso Senhor (Jesus Cristo)".
Ele disserta que eles "estabelecem uma ponte entre o abismo que divide a ética entre o Antigo e o Novo Testamento". 

## Edições
Uma ampla edição crítica produzida é a de Robert Sinker ("Manuscript Collations"), que usa um manuscrito contido em Cambridge do século X como base para seu texto, adicionando uma comparação crítica com outros quatro. 

Uma análise crítica de um manuscrito do século XII, armazenado no Vaticano (No. 1238), foi publicada por um escritor contemporâneo ("J. Q. R." v., viii.), o qual também publicou uma análise crítica de um antigo manuscrito armênio.

Outro manuscrito existente na versão eslovênia foi publicado por Tichonrawow. Uma versão georgiana desse manuscrito também existe.

Uma edição crítica mais recente desse documento baseado nos Códices Gregos localizados em Athos, Patmos, Paris, e Roma; nas antigas versões armênia e eslovênia, e em textos semíticos recuperados, também foi produzida pelo professor Robert Henry Charles, cujo título é "The Greek Versions of the Testaments of the Twelve Patriarchs, Oxford: Clarendon, 1908".

O Códex Vaticano, que faz parte da Septuaginta, contém o Testamento dos Doze Patriarcas sob o título de "Lepté Genesis" ou "Parva Genesis".